# Liste der Baudenkmäler in Röhrmoos

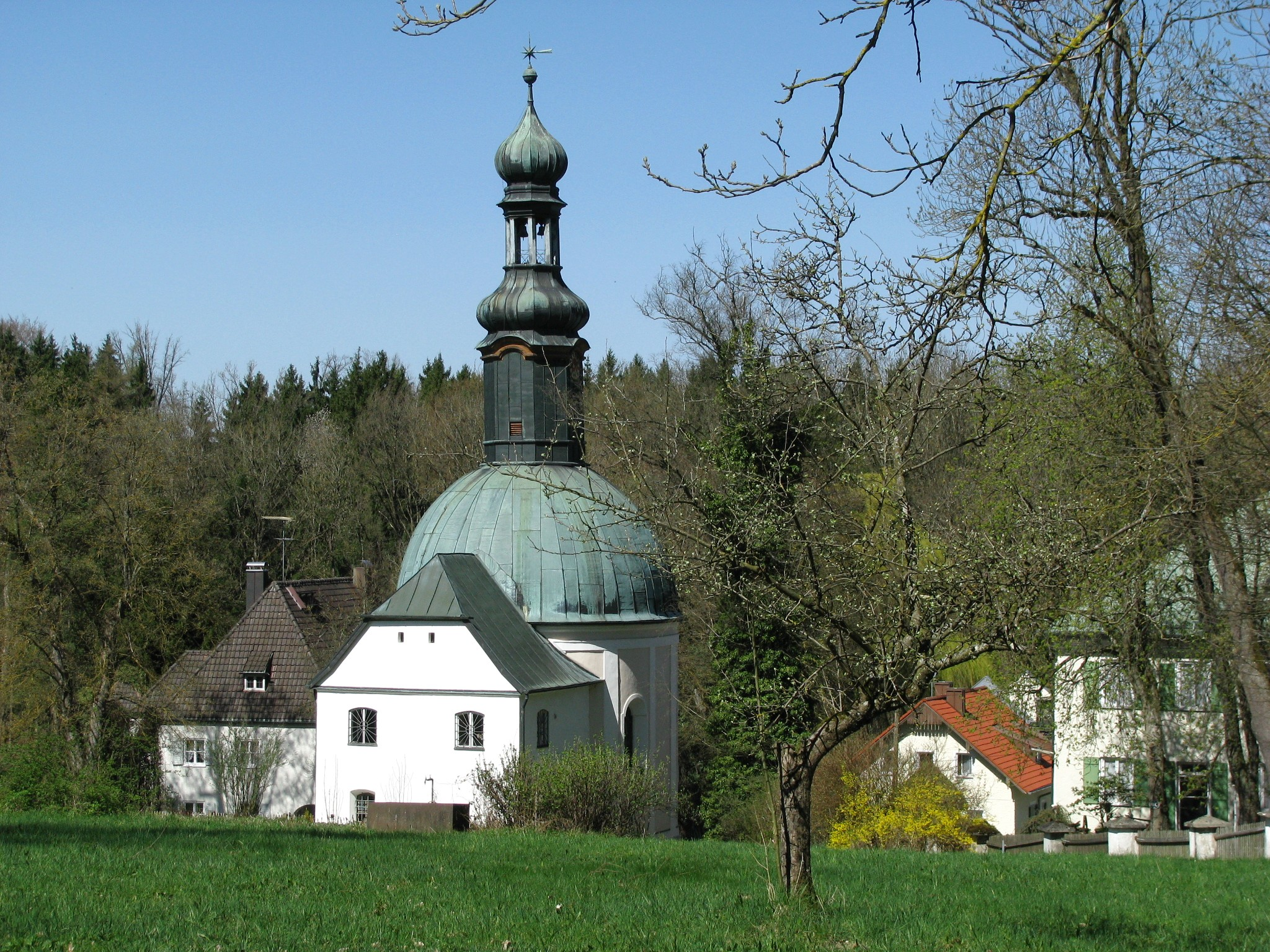
Mariä Verkündigung in Mariabrunn

Auf dieser Seite sind die Baudenkmäler in der oberbayerischen Gemeinde Röhrmoos zusammengestellt. Diese Tabelle ist eine Teilliste der Liste der Baudenkmäler in Bayern. Grundlage ist die Bayerische Denkmalliste, die auf Basis des Bayerischen Denkmalschutzgesetzes vom 1. Oktober 1973 erstmals erstellt wurde und seither durch das Bayerische Landesamt für Denkmalpflege geführt wird. Die folgenden Angaben ersetzen nicht die rechtsverbindliche Auskunft der Denkmalschutzbehörde.

## Baudenkmäler nach Gemeindeteilen

### Röhrmoos
| Lage                        | Objekt                                          | Beschreibung | Akten-Nr.    | Bild           |
| --------------------------- | ----------------------------------------------- | --- | ------------ | -------------- |
| Am Kirchplatz 10 (Standort) | Katholische Pfarrkirche St. Johannes der Täufer | lisenengegliederte, einschiffige Anlage mit eingezogenem, dreiseitig geschlossenem Chor, im nördlichen Winkel Turm mit Zinnengiebeln, Chor und Turm spätgotisch, Langhaus 1685/90 erneuert und um 1921 verlängert; mit Ausstattung | D-1-74-141-1 | weitere Bilder |
| Bäckerstraße 5 (Standort)   | Ehemaliges Schulhaus                            | zweigeschossig mit Putzbandgliederung und Satteldach, bezeichnet mit 1799 an der Stiftertafel | D-1-74-141-2 | weitere Bilder |

### Arzbach
| Lage                     | Objekt                                           | Beschreibung                                                           | Akten-Nr.    | Bild           |
| ------------------------ | ------------------------------------------------ | ---------------------------------------------------------------------- | ------------ | -------------- |
| Römerstraße 9 (Standort) | Katholische Filialkirche St. Johannes und Paulus | spätromanische Chorturmanlage aus dem 13. Jahrhundert; mit Ausstattung | D-1-74-141-4 | weitere Bilder |

### Biberbach
| Lage                            | Objekt                              | Beschreibung | Akten-Nr.    | Bild           |
| ------------------------------- | ----------------------------------- | --- | ------------ | -------------- |
| Dachauer Straße 10 a (Standort) | Katholische Filialkirche St. Martin | Saalbau mit eingezogenem, dreiseitig geschlossenem Chor, vor der Westseite Turm mit Oktogon und Zwiebelhaube, im Kern spätgotisch, wohl im frühen 18. Jahrhundert verändert; mit Ausstattung | D-1-74-141-5 | weitere Bilder |
| Schulstraße 11 (Standort)       | Gasthaus                            | zweigeschossiger Satteldachbau mit Putzbandgliederung, bezeichnet mit 1828 | D-1-74-141-7 | Gasthaus       |

### Großinzemoos
| Lage                                | Objekt                            | Beschreibung | Akten-Nr.    | Bild                |
| ----------------------------------- | --------------------------------- | --- | ------------ | ------------------- |
| Indersdorfer Straße 51 a (Standort) | Ehemaliges Gasthaus               | zweigeschossig mit rustizierten Ecken und Schopfwalmdach, 18. Jahrhundert, später verändert                                   | D-1-74-141-9 | Ehemaliges Gasthaus |
| Sigmertshauser Straße 4 (Standort)  | Katholische Pfarrkirche St. Georg | Saalbau mit eingezogenem Rechteckchor im Turmerdgeschoss, Chorturm spätromanisch, 1949 erhöht, Langhaus 1859; mit Ausstattung | D-1-74-141-8 | weitere Bilder      |

### Kleininzemoos
| Lage                                                          | Objekt                                 | Beschreibung | Akten-Nr.     | Bild           |
| ------------------------------------------------------------- | -------------------------------------- | --- | ------------- | -------------- |
| St.-Margareth-Straße 3 (Standort)                             | Katholische Filialkirche St. Margareth | einschiffig mit eingezogenem, dreiseitig geschlossenem Chor, Westturm mit Oktogon und Zwiebelhaube, im Kern spätgotisch, in der 2. Hälfte des 17. Jahrhunderts erweitert und umgestaltet; mit Ausstattung | D-1-74-141-12 | weitere Bilder |
| St.-Margareth-Straße 4 (Standort)                             | Taubenhaus                             | Im Hof, 19./20. Jahrhundert | D-1-74-141-13 | weitere Bilder |
| St.-Margareth-Straße 4, am nordwestlichen Ortsrand (Standort) | Wegkreuz                               | zweite Hälfte 19. Jahrhundert; am nordwestlichen Ortsrand | D-1-74-141-14 | weitere Bilder |

### Mariabrunn
| Lage                                                  | Objekt                                        | Beschreibung | Akten-Nr.     | Bild           |
| ----------------------------------------------------- | --------------------------------------------- | --- | ------------- | -------------- |
| In Mariabrunn (Standort)                              | Ehemalige Wallfahrtskirche Mariä Verkündigung | kreisrunder, lisenengegliederter Zentralbau mit Kuppel und doppelter Laterne, an der Südseite zweigeschossige Sakristei mit Schopfwalmdach, 1662 ff. errichtet; mit Ausstattung | D-1-74-141-15 | weitere Bilder |
| Mariabrunn 1 (Standort)                               | Brauerei und Wirtschaftsgebäude               | winkelförmige Anlage, östlich Brauerei, mit Satteldach, 1870, Sudhaus 1907, nördlich anschließend Wirtschaftsgebäude, zweigeschossige Satteldachbauten des 18.–20. Jahrhundert  | D-1-74-141-17 | weitere Bilder |
| Mariabrunn 1; Mariabrunn 2; Mariabrunn 2 a (Standort) | Taubenhaus im Hof                             | 19./20. Jahrhundert | D-1-74-141-19 | weitere Bilder |
| Mariabrunn 2 (Standort)                               | Brunnenhaus im Hof                            | mit Zeltdach, 1867 | D-1-74-141-18 | weitere Bilder |
| Mariabrunn 3 (Standort)                               | Gasthaus                                      | dreigeschossiger Walmdachbau mit reich geschmiedetem Balkongitter, Mitte 19. Jahrhundert                                                                                        | D-1-74-141-16 | weitere Bilder |

### Purtlhof
| Lage                   | Objekt         | Beschreibung                                                       | Akten-Nr.     | Bild           |
| ---------------------- | -------------- | ------------------------------------------------------------------ | ------------- | -------------- |
| In Purtlhof (Standort) | Lourdeskapelle | einschiffig mit dreiseitigem Schluss und Giebelreiter, 1904 erbaut | D-1-74-141-20 | Lourdeskapelle |

### Riedenzhofen
| Lage                    | Objekt                               | Beschreibung | Akten-Nr.     | Bild           |
| ----------------------- | ------------------------------------ | --- | ------------- | -------------- |
| Riedstraße 9 (Standort) | Katholische Filialkirche St. Lampert | lisenengegliederter Saalbau mit eingezogenem, dreiseitig geschlossenem Chor, im südlichen Winkel Turm mit Oktogon und Zwiebelhaube, Chor und Turm spätgotisch, Langhaus 1720/21; mit Ausstattung | D-1-74-141-22 | weitere Bilder |

### Rudelzhofen
| Lage                      | Objekt                                      | Beschreibung | Akten-Nr.     | Bild           |
| ------------------------- | ------------------------------------------- | --- | ------------- | -------------- |
| Birketstraße 3 (Standort) | Katholische Filialkirche St. Peter und Paul | Saalbau mit eingezogenem, halbrund geschlossenem Chor, an der Südseite Turm mit Oktogon und Zwiebelhaube, 1735 ff. von Gregor Glonner und Michael Pröbstl errichtet; mit Ausstattung | D-1-74-141-24 | weitere Bilder |

### Schönbrunn
| Lage                                                   | Objekt                                   | Beschreibung                                                              | Akten-Nr.     | Bild           |
| ------------------------------------------------------ | ---------------------------------------- | ------------------------------------------------------------------------- | ------------- | -------------- |
| Josefsplatz 3; Marienplatz 3; Marienplatz 4 (Standort) | Mariensäule                              | bezeichnet mit dem Jahr 1724; vor dem Schloss                             | D-1-74-141-27 | weitere Bilder |
| Kirchweg 4 (Standort)                                  | Katholische Filialkirche Hl. Kreuz       | Zentralbau von Johann Baptist Gunetzrhainer, 1723/24; mit Ausstattung     | D-1-74-141-25 | weitere Bilder |
| Marienplatz 1; Prälat-Steininger-Straße 1 (Standort)   | Ehemaliges Schloss, jetzt Krankenanstalt | erbaut 1688 – Schlosskapelle 1862, Erweiterungsbauten 19./20. Jahrhundert | D-1-74-141-26 | weitere Bilder |

### Sigmertshausen
| Lage                        | Objekt                                         | Beschreibung | Akten-Nr.     | Bild           |
| --------------------------- | ---------------------------------------------- | --- | ------------- | -------------- |
| Kirchenstraße 15 (Standort) | Katholische Filialkirche St. Maria und Vitalis | Saalbau mit ausgerundeten Ecken und eingezogenem, quadratischem Chor, in die Westseite eingestellter Turm mit gedrückter Zwiebelhaube, 1755 von Johann Michael Fischer errichtet; mit Ausstattung; Friedhofsmauer mit halbrunden Deckziegeln und Strebepfeilern, 18. Jahrhundert; südlich Kapellenanbau, Mitte 19. Jahrhundert | D-1-74-141-28 | weitere Bilder |